# Волтер Релі
Во́лтер Ре́лі (англ. Sir Walter Raleigh, МФА: [ˈrɔːli, ˈræli, ˈrɑːli]; 1552 або 1554 — 29 жовтня 1618) — англійський державний діяч, авантюрист і поет.

## Ім'я
Сам він зазвичай писав своє прізвище Ralegh, у тодішніх джерелах трапляються також численні варіанти, як і в низки його відомих сучасників (Шекспіра, Марлоу тощо). Найімовірніше, він вимовляв його як «Ралі», проте зараз в англійській мові основним є написання Raleigh і читання «Релі». Названа на його честь столиця Північної Кароліни (також Raleigh) називається зазвичай Ралі.

## Життєпис

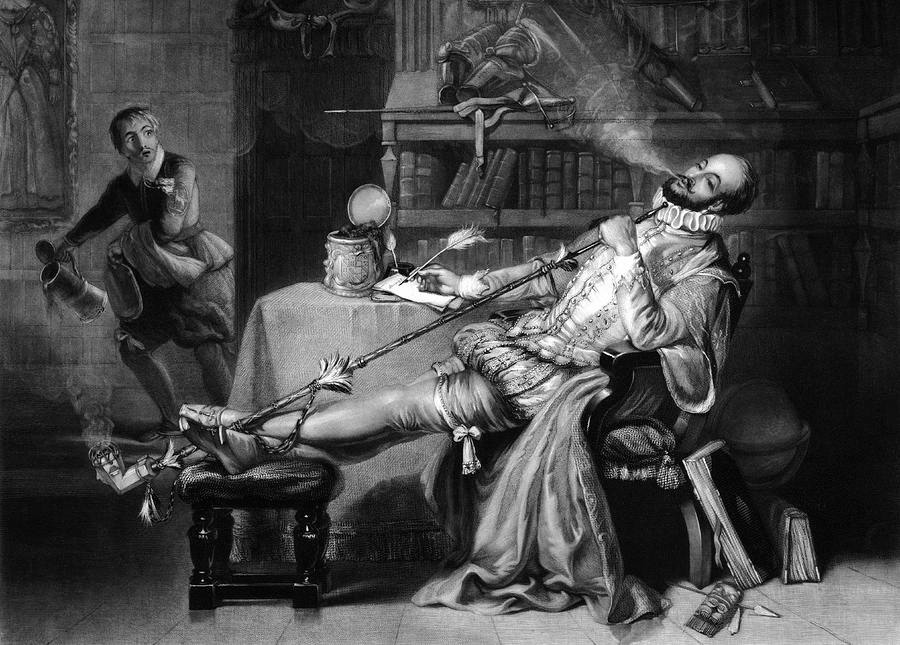
Перша люлька тютюну в Англії

Прославився при королеві Англії Єлизаветі I піратськими нападами на іспанський флот, за що отримав (як і Френсіс Дрейк) лицарство в 1585 році.
Поширена легенда, що одного разу, коли в його присутності королева мала перейти через калюжу, він кинув у багно свій дорогий плащ, щоби Єлизавета не забруднила ніг.
Брав участь у придушенні повстань в Ірландії і придбав там значні землі.
У 1584 році Релі заснував першу англійську колонію в Америці, на річці Роанок, і назвав її Вірджинія на честь Королеви-Діви (зараз ця територія у Північній Кароліні). Звідти 27 липня 1586 року Волтер Релі вперше завіз у Британію тютюн.
У сучасній літературі ця колонія відома як колонія Роанок або Зникла (загублена) колонія. Саме тут народилася перша англійська дитина в Америці — Вірджинія Дер. Колоністи незабаром пропали безвісти (до 1591 року), проте справа Релі була продовжена іншими англійськими колонізаторами. Релі широко вшановувався в США й особливо в штатах Вірджинія і Північна Кароліна як один із засновників американської цивілізації взагалі. На честь його названа столиця Північної Кароліни — місто Ралі.
Проте після смерті королеви в 1603 році Яків I посадив Релі до Тауеру, оскільки той замислив звести на престол його далеку родичку Арабелу Стюарт. У листопаді королівський суд засудив його за державну зраду до страти, проте виконання вироку відклали на невизначений термін. У Тауері Релі користувався значними послабленнями, зустрічався з аристократами, які його відвідували, був у курсі всіх міських вісток, вів щоденник і писав вірші, які видавалися. У в'язниці він написав «Всесвітню історію».
Щоб спокутувати свою провину, Релі в 1616 році організував ще одну експедицію до Америки, на річку Оріноко в пошуках Ельдорадо, яка закінчилася невдачею. Крім того, під час експедиції люди Релі порушили перемир'я з Іспанією, нападаючи на іспанські колонії. Після повернення Релі до Англії розчарований король Джеймс, на вимогу іспанського посла, ображеного розбійними нападами на співвітчизників, затвердив старий вирок і велів відрубати серові Волтеру голову. Перед стратою Релі написав вірші «The Soul's Errand». 29 жовтня 1618 року Релі був обезголовлений у Старому палацовому дворі у Вестмінстерському палаці.
Єдиноутробним братом Волтера Релі був Гемфрі Гілберт.

## Визнання
Волтера Релі зобразили на британський банкноті номіналом 10 шилінгів.